# 公路自行车赛

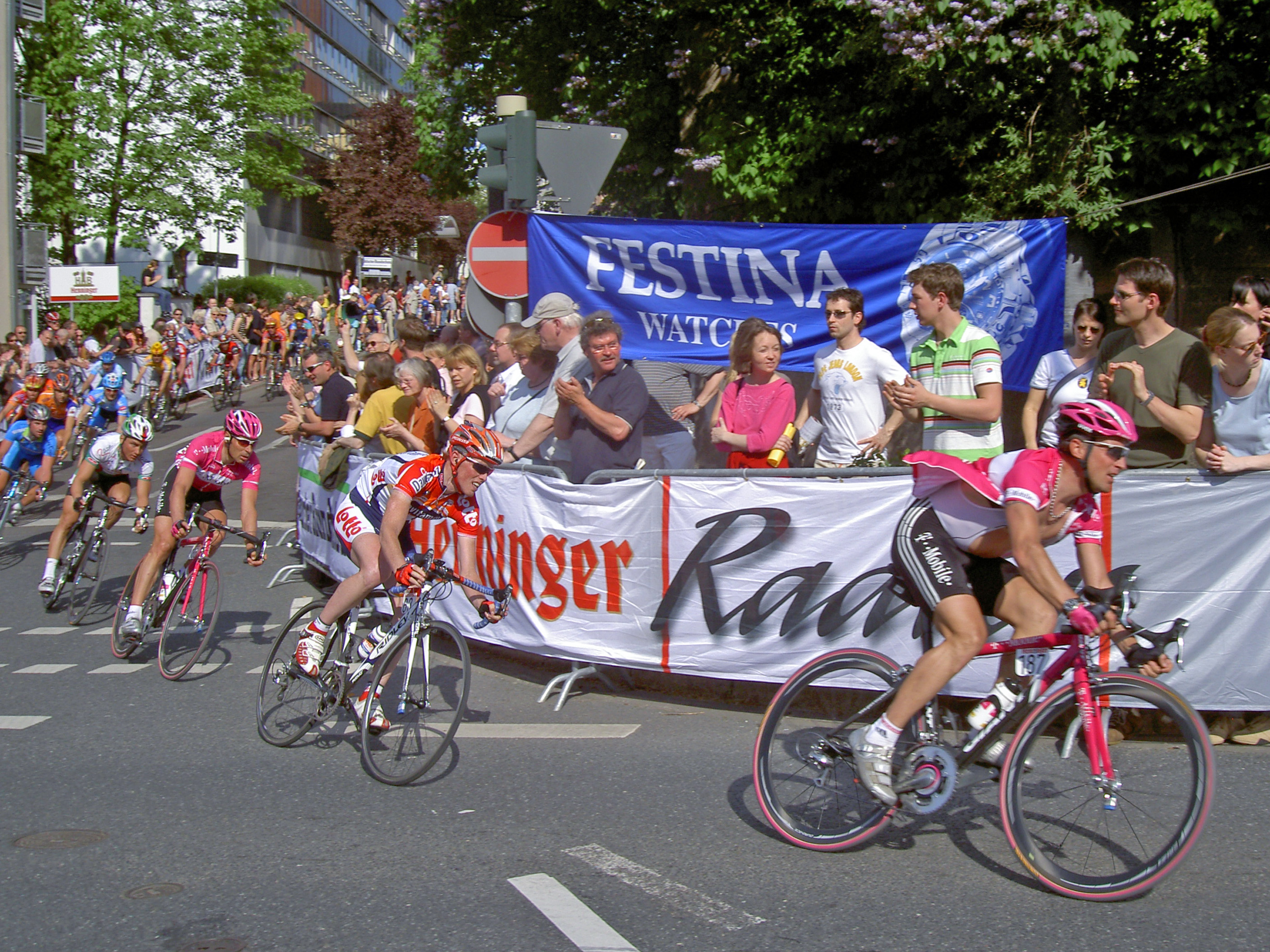
在德国进行比赛的自行车选手

公路自行车赛是一项自行车赛事，一般使用公路自行车在铺装路面上进行。公路自行车赛是职业自行车比赛中最受欢迎的形式，无论是参赛人数、赛事数量还是观众规模都居于首位。
公路自行车职业赛起源于西欧，以法国、西班牙、意大利和低地国家（荷兰和比利时）为中心。自20世纪80年代中期以来，这项运动逐渐多元化，如今在全球范围内举办职业级、半职业级和业余级的比赛。该运动由国际自行车联盟（UCI）管理。1896年，希腊雅典举行的第一届夏季奥运会上就有该项目。
在UCI举办的世界锦标赛之外，每年最重要的赛事是环法自行车赛。这是一场为期三周的比赛，每天吸引超过50万名观众沿途支持。环西自行车赛、环意自行车赛与环法自行车赛合称三大自行车环赛。

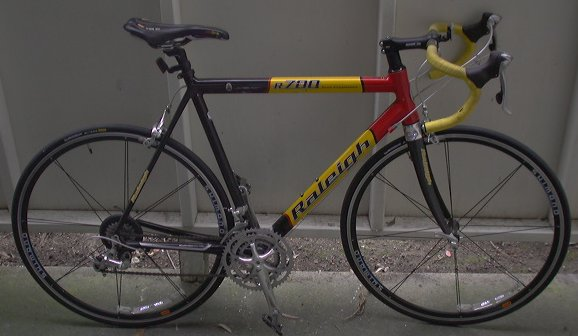
這是一輛Raleigh出品的公路自行車。它採用鋁合金車架，使用。它還採用了一種符合空氣動力學的輪組，這樣的輪組具有極硬的輪圈，並且每根輻條都可以承受很大的應力，使得即使使用很少的輻條數目，也足以支撐高強度的騎行。這樣也就很大程度上減輕了由於輻條轉動所帶來的空氣阻力，通常這樣的阻力在比賽中對運動員會有很大的影響。

## 历史
现代公路自行车运动起源于19世纪后期。有组织的比赛始于1868年。公路赛最初在西欧的法国、西班牙、比利时和意大利等国家广受欢迎，其中一些最早的公路自行车赛至今仍是这项运动中最重要的赛事。这些早期比赛包括：
- 列日-巴斯通-列日赛（起始于1892年），

- 巴黎-鲁贝赛（1896年）
- 环法自行车赛（1903年）
- 米兰-圣雷莫赛和 环伦巴第赛（1905年）
- 环意自行车赛（1909年）
- 环加泰罗尼亚赛（1911年）
- 环弗兰德斯赛（1913年）

自1896年现代奥林匹克运动会在雅典开始以来，公路自行车赛一直是夏季奥运会的一部分。从20世纪初开始，比利时、法国和意大利一直是竞争力最强、投入最大的国家。第二次世界大战后，公路自行车赛逐渐传播到哥伦比亚、丹麦、德国、卢森堡、荷兰、葡萄牙、西班牙和瑞士等国家。随着这项运动的全球化普及，哈萨克斯坦、澳大利亚、俄罗斯、斯洛伐克、南非、厄瓜多尔、新西兰、挪威、英国、爱尔兰、波兰和美国等国家也开始涌现世界级的自行车运动员。
首届女子公路自行车锦标赛于1951年在法国举行。1958年第31届世界公路自行车锦标赛在法国兰斯举办时，女子公路赛项目被正式纳入国际自行车联盟世界锦标赛。

## 賽事种类
公路單車賽的分類方法有很多種，最基本的有兩種：
- 多人同時出發的比賽，距離長，可以選手間互相幫忙，常直接稱为公路賽。
- 個人/隊分別出發的比賽，距離短，選手間不可以互相幫忙，常稱計時賽。

另外在錦標賽或奧運會中，獲得「計時賽」的參賽資格者通常也會獲得「公路賽」的參加資格。
多人同時出發的比賽又可分為街道賽（criterium）、單日經典賽（classics）和多日環賽（grand tour）。

### 街道賽
街道賽在美國較流行，一般選定5公里左右的循環路線，路線上有很多彎道，選手們出發後先沿著路線騎一定的時間，如一小時，然後比賽組織者根據選手們的騎行速度決定之後再騎的圈數。街道賽往往擁擠而危險，特別是晚上舉行的賽事，因此要求選手要有很好的膽量和單車控制能力。

### 單日經典賽
單日經典賽往往要求在一天內騎行很長的距離，因此選手們全程都全力以赴，毫無保留，最著名的也是最具挑戰性的單日經典賽事是巴黎–魯貝，途經很多石塊鋪成的路面，因而損壞車胎，車輪，甚至車架都是家常便飯。

### 多日環賽
專業多日環行賽往往長達一到三周的時間，對選手的耐力要求極高，需要在開始時保持體力，由於很多多日環行賽都包括山間公路賽段和計時賽，能夠在這些賽段有出色的表現是贏得多日環行賽的關鍵，除此之外贏得多日環行賽還需要強大的隊伍，聰明的戰略和完善的後勤，由於多日環行賽具有如此的挑戰性，能贏得一個賽段也是莫大的榮譽。
目前最負盛名的公路單車賽事是每年一度的環法國公路單車賽，始於1903年，迄今已有100多年的歷史。比賽一般在每年的7月舉行，參加比賽的選手需要在23天的時間內，完成21個賽段。總騎行距離長達3000多公里，途中還要翻越高聳的庇利牛斯山脈和阿爾卑斯山脈，比賽的難度可想而知。但是整個比賽路線沿途風景如畫，選手們不時穿越一個個美麗的鄉間小鎮，而這一切正是環法單車賽的魅力所在。
美國運動員蘭斯·阿姆斯特朗在癌症康復後連續贏得7次環法，史無前例，給與很多人鼓勵和啟發。但是他後來被發現服用禁藥，被剝奪了所有榮譽。

### 长距离比赛
超长距离自行车比赛是单阶段的超长距离赛事，比赛计时从起点到终点连续进行，不会中断。这类比赛通常由独立于国际自行车联盟的机构授权管理。比赛通常持续数天，骑手根据自己的时间安排休息，最先到达终点的选手即为胜者。著名的超长距离自行车赛之一是跨美洲自行车赛（Race Across America，RAAM），这是一场不间断、单阶段的比赛，骑手需要在大约一周内完成约3000英里（4800公里）的跨洲骑行。该赛事由超长距离自行车协会（UltraMarathon Cycling Association，UMCA）管理。
歐洲流行一種非比賽的業餘運動稱為cyclosportive，俗稱單車的馬拉松，這種運動事項為單日多人出發，記時間和名次，沒有獎金，主要是讓業餘選手用來自我挑戰。最有名的為法國的l'Etape du Tour，譯為"環法的賽段"，是在環法的休息日讓參加者嘗試環法的一個山路賽段（mountain stage），此路線上公路關閉，警車開道，很多觀眾出來加油，讓選手有參加環法的感受，每年有無數的人參加此賽事。
最終極的業餘自行車挑戰則是Randonneuring（法語），直譯成中文為漫遊，這種運動要求在特定的時間內完成特定的路線，一個有組織的騎行活動成為brevet（法語），一般為200公里（13.5小時），300公里（20小時），400公里（27小時），600公里（40小時），1000公里（75小時），和終極的1200公里（90小時）。世界最有名的brevet是巴黎-布萊斯特-巴黎(1200公里)，始於1891年，現在每4年一次在8月份舉行。

## 装备
公路赛中最常使用的自行车被简单称为公路自行车。其设计受到国际自行车联盟（UCI）严格监管。用于计时赛的自行车则是专门设计的计时赛自行车（Time Trial Bicycles）。根据UCI规定，批准用于比赛的自行车必须提供商业销售，因此业余骑行者通常可以拥有与职业选手在重大赛事中使用的相同型号的自行车。
公路赛骑行服的设计旨在提高空气动力学性能并提升骑手的舒适度。骑行短裤内含有填充物以增加舒适性，服装材料则选用能够调节体温、管理排汗并在潮湿环境中尽可能保持温暖和干燥的面料。最初的骑行服是由羊毛制成的，而现代骑行服则采用莱卡等合成面料制成。
从2003年开始，职业公路比赛强制要求佩戴自行车头盔，这一规定是在骑手安德烈·基维列夫（Andrey Kivilev）因比赛事故去世后开始实施的。

## 運動名人
- 兰斯·阿姆斯特朗，美國（因服用禁藥被終身禁赛）
- 米格尔·安杜兰，西班牙
- 艾迪·莫克斯，比利時
- 彼得·薩甘，斯洛伐克
- 克里斯·弗魯姆，英國